# You & Me
«You & Me» — пісня південнокорейської співачки, реперки та учасниці Blackpink Jennie. Він був випущений 6 жовтня 2023 року через YG Entertainment і Interscope Records як спеціальний сингл після закінчення світового туру Blackpink Born Pink (2022—2023). Це був перший сольний сингл Дженні за п'ять років після «Solo» (2018) та останній сольний реліз перед початком її самостійної діяльності в Odd Attelier (OA). Лірика написана Тедді та Денні Чангами, музика створена 24-річним Тедді та Вінсом. Є танцювальною поп-композицією про закоханість. Одночасно було випущено версію реміксу, виконану на Coachella, авторкою якого є Бекух Бум.

## Чарти
| Чарт (2023-2024)                               | Найвища позиція |
| ---------------------------------------------- | --------------- |
| Australia (ARIA)                               | 69              |
| Канада (Canadian Hot 100)                      | 71              |
| France (SNEP)                                  | 117             |
| Billboard Global 200                           | 7               |
| Hong Kong (Billboard)                          | 1               |
| India International Singles (IMI)              | 16              |
| Indonesia (Billboard)                          | 5               |
| Japan (Japan Hot 100)                          | 36              |
| Japan Heatseekers (Billboard Japan)            | 1               |
| Japan Combined Singles (Oricon)                | 35              |
| Malaysia (Billboard)                           | 1               |
| MENA (IFPI)                                    | 19              |
| New Zealand Hot Singles (RMNZ)                 | 5               |
| Philippines (Billboard)                        | 6               |
| Saudi Arabia (IFPI)                            | 12              |
| Singapore (RIAS)                               | 1               |
| South Korea (Circle)                           | 4               |
| Taiwan (Billboard)                             | 1               |
| Велика Британія (Official Charts Company)      | 39              |
| США Bubbling Under Hot 100 Singles (Billboard) | 2               |
| США (Digital Songs) (Billboard)                | 6               |
| Vietnam (Vietnam Hot 100)                      | 1               |

| Чарт (2023)                   | Найвища позиція |
| ----------------------------- | --------------- |
| South Korea Download (Circle) | 76              |

| Чарт (2023)             | Позиція |
| ----------------------- | ------- |
| Південна Корея (Circle) | 5       |

| Чарт (2023)             | Позиція |
| ----------------------- | ------- |
| Південна Корея (Circle) | 116     |

## Сертифікації
| Регіон                                                      | Сертифікація | Продажі |
| ----------------------------------------------------------- | ------------ | ------- |
| Бразилія (ABPD)                                             | Золотий      | 20 000  |
| продажі+прослуховування, що базуються лише на сертифікаціях |              |         |